# Jocelyne Trouillot
Pour les articles homonymes, voir Trouillot.
Jocelyne Trouillot (en créole : Joslin Twouyo), née le 21 avril 1948 à Port-au-Prince, est une écrivaine, essayiste, enseignante, éditrice et rectrice de l'université Caraïbe de Port-au-Prince à Haïti.

## Biographie
Jocelyne Trouillot est née à Port au Prince en 1948. Elle est la fille d'Ernest Trouillot et d'Anne-Marie Morisset, deux intellectuels noirs de Port-au-Prince. Elle est la sœur de l'écrivain et poète Lyonel Trouillot, de l'anthropologue et historien Michel-Rolph Trouillot et de la romancière et écrivaine Évelyne Trouillot.
Elle a une maîtrise en psychologie obtenue à l’université de Bordeaux en France. Elle a également suivi des études en sciences de l’éducation.
Jocelyne Trouillot Lévy est devenue rectrice de l'Université Caraïbe. Elle dirige parallèlement les éditions CUC-Université Caraïbe. Détentrice d’une maîtrise en langue créole et d’un doctorat en en Administration scolaire, Jocelyne Trouillot est l’auteure d’une vingtaine d’ouvrages en créole haïtien et s'est spécialisée dans la littérature pour la jeunesse à destination des enfants de 6 à 12 ans édités exclusivement en Créole. « J’ai écrit en Créole pour les jeunes, j’ai écrit en Créole dans d’autres circonstances qui ne sont pas du domaine de la science-fiction », dit-elle.
Dans les années 1980, elle fut enseignante trilingue, français/créole/anglais à l'université de Floride à Miami.
Comme Rectrice de l’Université Caraïbe à Delmas, Jocelyne Trouillot a également publié des matériels didactiques et travaillé beaucoup sur la diffusion des ouvrages écrits dans la langue maternelle de tous les Haïtiens.
Elle a déjà publié près d'une vingtaine d'ouvrages en créole haïtien et s'est spécialisée dans la littérature pour la jeunesse. Elle est également l'auteure de plusieurs essais traitant de sujets d'actualité tels que :  Histoire de l'éducation en Haïti, Psychologie de l'apprentissage, Premye diksyonè mwen.
En 2010, après le tremblement de terre d'Haïti, elle co-écrit avec d'autres auteurs haïtiens au livre Haiti parmi les vivants, publié aux éditions Actes-Sud.
Elle a remporté le Prix du Roman 2019 de "Sosyete koukouy" avec son roman "Yo kenbe yon vòlè"